# Donacoscaptes unipunctalis
Donacoscaptes unipunctalis là một loài bướm đêm trong họ Crambidae.